# لا فلوریدا (نارینو)
لا فلوریدا (انگلیسی: La Florida, Nariño) نام شهری در کشور کلمبیا است.